# EL-20 (Spanje)

De EL-20

De EL-20 of Autovía de Circunvalación de Elche (Valenciaans: Autovia de circumval·lació d'Elx) is een autovía in Valencia. De EL-20 is 8,4 kilometer lang en verbindt als ringweg Elche met de A-7 en de A-70.